# 경찰들
경찰들(Polisse) 또는 광택은 프랑스에서 제작된 마이웬 감독의 2011년 드라마, 범죄 영화이다. 마이웬 등이 주연으로 출연하였고 알랑 아탈 등이 제작에 참여하였다.

## 출연

### 주연
- 마이웬
- 리카르도 스카마르치오

### 조연
- 카린 비아르
- 마리나 포이스
- 니콜라스 뒤보셸
- 상드린 키베를랭
- 프레드릭 피에롯
- 루이-도 드 렝퀘셍
- 엠마누엘 베르코
- 로렌트 바튜
- 오드리 라미
- 캐롤 로체
- 조이 스타르
- 소피 카타니
- 아르나우드 헨리에트
- 나이드라 아야디
- 안토니 드롱
- 말론 레바나

## 제작진
- 음향: 니콜라스 프로보스트
- 분장부문: 에스텔 톨스투킨
- 배역: 니콜라스 론치